# Уолтопия
„Уолтопия“ АД (Walltopia JSC) е компания в България (със седалище по регистрация в Летница и централа в София) за производство на спортно оборудване.
Тя e световен лидер в производството на стени за катерене с 1 500 проекта в 50 страни на 6 континента.

## История
Компанията е основана през 1998 година от катерачите Ивайло Пенчев и Метин Мусов. Главният офис на компанията се намира в София. В корпоративната група на „Уолтопия“ има повече от 10 компании.

## Продукти
„Уолтопия“ произвежда както продукти за катерачни центрове, така и за увеселителни паркове. Освен стени за катерене, от 2012 година Уолтопия предлага адвенчър-атракциони като въжени съоръжения, интерактивни стени за катерене, изкуствени пещери, съоръжения с препятствия и Rollglider – съоръжение за свободно летене.
За катерачни центровe
- стени за катерене
- хватки
- настилки за обезопасяване
- уреди за самообезопасяване

За увеселителни паркове
- Fun Walls – интерактивни стени за катерене, които са интересни и за деца, и за възрастни
- Rollglider – въздушна атракция, която имитира летене в безопасна среда
- Ropes Course – въжени препятствия с широк спектър от нива на трудност
- Walltopia Caves – изкуствени скали и пещери
- Ninja Course – препятствия, които предизвикват и подобряват силата, издръжливостта, координацията, гъвкавостта и равновесието
- Adventure Hub – всички увеселителни продукти на Уолтопия, съчетани в една голяма атракция за активни развлечения

## Ключови проекти
- Sender One,  САЩ
- Pump Extension,  Япония
- Arkose,  Франция
- Skymasters,  Великобритания
- Momentum,  САЩ
- Climbmax,  Германия
- Tallebudgera,  Австралия
- Allez Up,  Канада
- Hub Climbing,  Канада
- Climb So Ill,  САЩ
- Touchstone Climbing Gyms, Калифорния,  САЩ

## Отличия
През 2011 г. компанията е отличена с първа награда на списание „Forbes“-България в категория „Развитие на бизнеса“.
В края на 2012 г., по време на Осмия национален иновационен форум на тема „Иновации и конкурентоспособност", „Уолтопия“ получи награда в областта „Пазарно лидерство“, връчена от президента Росен Плевнелиев.
През 2012 година на изложението IAAPA Attractions Expo 2012 печели призив „Best Exhibition“.
На изложението IAAPA Attractions Expo 2015 печели наградата на IAAPA Brass Ring за най-добър нов продукт – Rollglider.

## Спонсорство
От създаването си „Уолтопия“ подкрепя развитието на спортното катерене, като спонсорира българския детски отбор по катерене за участия по европейски състезания и три години подред раздава стипендии на най-добрите катерачи в България.
Сред спонсорираните атлети в последните години са Шон Макол, Крис Шарма, Дейв Греъм, Рамон Джулиян и Боян Петров.
Също така „Уолтопия“ спонсорира различни образователни каузи и форуми за наука, сред които: „Заедно в час“, „I can too“, Международна награда на херцога на Единбург и българските експедиции в Антарктида. 